# Каркиайнен, Ида
Ида Каркиайнен (швед. Ida Karkiainen; род. 10 мая 1988, Недерторнео-Хапаранда, Норрботтен) — шведский политический и государственный деятель. Член Социал-демократической рабочей партии. Депутат риксдага с 2014 года. В прошлом — министр государственного управления Швеции (2021—2022).

## Биография
Родилась 10 мая 1988 года в городе Хапаранда. Родители — Нильс Каркиайнен (Nils Karkiainen) и Керстин Хедлунд (Kerstin Hedlund).
В 2006 году окончила школу в Хапаранге. В 2010 году получила степень магистра политологии в Технологическом университете Лулео (LTU) в Лулео.
Во время учёбы с 2005 года работала продавцом в супермаркетах компании ICA Gruppen, а также в 2007—2010 годах — организатором досуга в доме молодёжи города Хапаранга. В 2010—2011 годах — менеджер проекта в муниципальной администрации Хапаранги, с 2011 года работала стратегом в совете лена Норрботтен.
С 2010 года — депутат городского совета Хапаранги.
В 2009—2012 годах — заместитель председателя отделения в Хапаранге организации Rädda Barnen, занимающейся защитой прав детей, — шведском отделении Save the Children. В 2010—2012 годах член правления в лене Норрботтен организации Rädda Barnen.
С 3 октября 2014 года по 31 августа 2015 года и с 5 апреля 2016 по 24 сентября 2018 года замещала в риксдаге министра сельского хозяйства Швеции Свен-Эрика Букта. По результатам парламентских выборов 2018 года избрана депутатом риксдага в округе Норрботтен. Член Комитета по культуре в 2017—2018 годах, член Комитета по конституционному законодательству в 2018—2021 годах и член Комиссии по наблюдению за выборами в 2019—2021 годах.
30 ноября 2021 года получила пост министра государственного управления в Министерстве финансов Швеции в правительстве Магдалены Андерссон, сменила Лену Мико, которая 29 ноября проинформировала премьер-министра Магдалену Андерссон, что не готова к формированию нового правительства. Самый молодой министр в правительстве Андерссон (33 года).